# Ministerio de Asuntos Exteriores (España)
El Ministerio de Asuntos Exteriores, Unión Europea y Cooperación (MAEUEC) de España es el departamento de la Administración General del Estado encargado de planificar, dirigir, ejecutar y evaluar la política exterior y la política de cooperación internacional para el desarrollo sostenible, singular atención a las relacionadas con la Unión Europea y con Iberoamérica, así como de coordinar y supervisar todas las actuaciones que en dichos ámbitos realicen los restantes departamentos y administraciones públicas. Igualmente, le corresponde fomentar las relaciones económicas, culturales y científicas internacionales; participar, en la esfera de actuación que le es propia, en la propuesta y aplicación de las políticas migratorias y de extranjería; fomentar la cooperación transfronteriza e interterritorial; proteger a los españoles en el exterior; y preparar, negociar y tramitar los tratados internacionales de los que España sea parte.
La sede principal del Ministerio y donde se encuentran la mayor parte de los servicios centrales es, desde 2021, un gran edificio situado en el número 8 de la Plaza del Marqués de Salamanca. Este edificio ya había sido sede del Departamento entre 2000 y 2004, cuando tuvo que ser desalojado por problemas ambientales. Con anterioridad al año 2000 y mientras estuvo inhabitable la actual sede, los principales servicios del Ministerio estaban en el Palacio de Santa Cruz, sede del Departamento desde 1901 y que hoy sigue hospedando una pequeña parte de los servicios centrales. Asimismo, tanto la AECID como la Escuela Diplomática tienen sus propias sedes, y el ministro posee una residencia oficial, el Palacio de Viana.
Creado en 1714 al establecerse los cinco primeros departamentos especializados por materias —Estado, Justicia y Asuntos Eclesiásticos, Guerra, Marina e Indias y Hacienda—, su titular es el ministro de Asuntos Exteriores quien, tras el rey de España y el presidente del Gobierno, es el principal representante internacional del país. Por su antigüedad y relevancia histórica, el ministro se sitúa en el primer lugar de precedencia en el Gobierno, solo por detrás del presidente y los vicepresidentes, si los hubiere. El actual ministro es José Manuel Albares, nombrado el 12 de julio de 2021.
Con fecha de 2021, España poseía 217 misiones diplomáticas, situándose en el noveno lugar de la clasificación mundial realizada por el Instituto Lowy. De ellas, 116 eran embajadas, 90 consulados y 11 otro tipo de representaciones diplomáticas, sin contar las 51 oficinas de cooperación de la AECID ni los 87 centros del Instituto Cervantes.

## Historia

### Primeros años
La diplomacia es una práctica que existe desde que existen entidades con poder soberano que necesitaban relacionarse entre sí. La diplomacia moderna que hoy conocemos nace con los primeros Estados nación, siendo España uno de los Estados nación más antiguos que aún existe. Las primeras relaciones diplomáticas de España como una entidad unificada comenzaron a darse durante el reinado de los Reyes Católicos, que crearon durante su reinado las primeras embajadas permanentes —Santa Sede, Venecia, Londres, Sacro Imperio o París, entre otras—, muchas de ellas aun en ejercicio.
Esto hizo que para el año 1500 la Monarquía española tuviera un servicio exterior permanente y repartido por las principales potencias europeas —el más extenso de su época—, que se verá fortalecido durante los reinados de Carlos I y Felipe II debido a la necesidad de proteger los intereses del Imperio. La creación del Consejo de Estado centralizará a través de este la información diplomática, ganando prestigio y apareciendo la figura del Secretario del Consejo de Estado o Secretario de Estado, dignidad que luego pasará a los ministros durante la época de los primeros borbones. En 1626 se creó la figura del conductor o introductor de embajadores.
La Paz de Westfalia de 1648, además de poner fin a la guerra de los Treinta Años y a la guerra de los Ochenta Años, fue el primer congreso diplomático moderno. En este acto se considera que nacen las relaciones internacionales como las conocemos hoy en día, estableciendo un nuevo orden en Europa basado en el concepto de soberanía nacional. Los embajadores ya existían y poco a poco fueron reforzando sus funciones, situándose como piezas esenciales de la política exterior, una política exterior estrechamente controlada por la Corona.

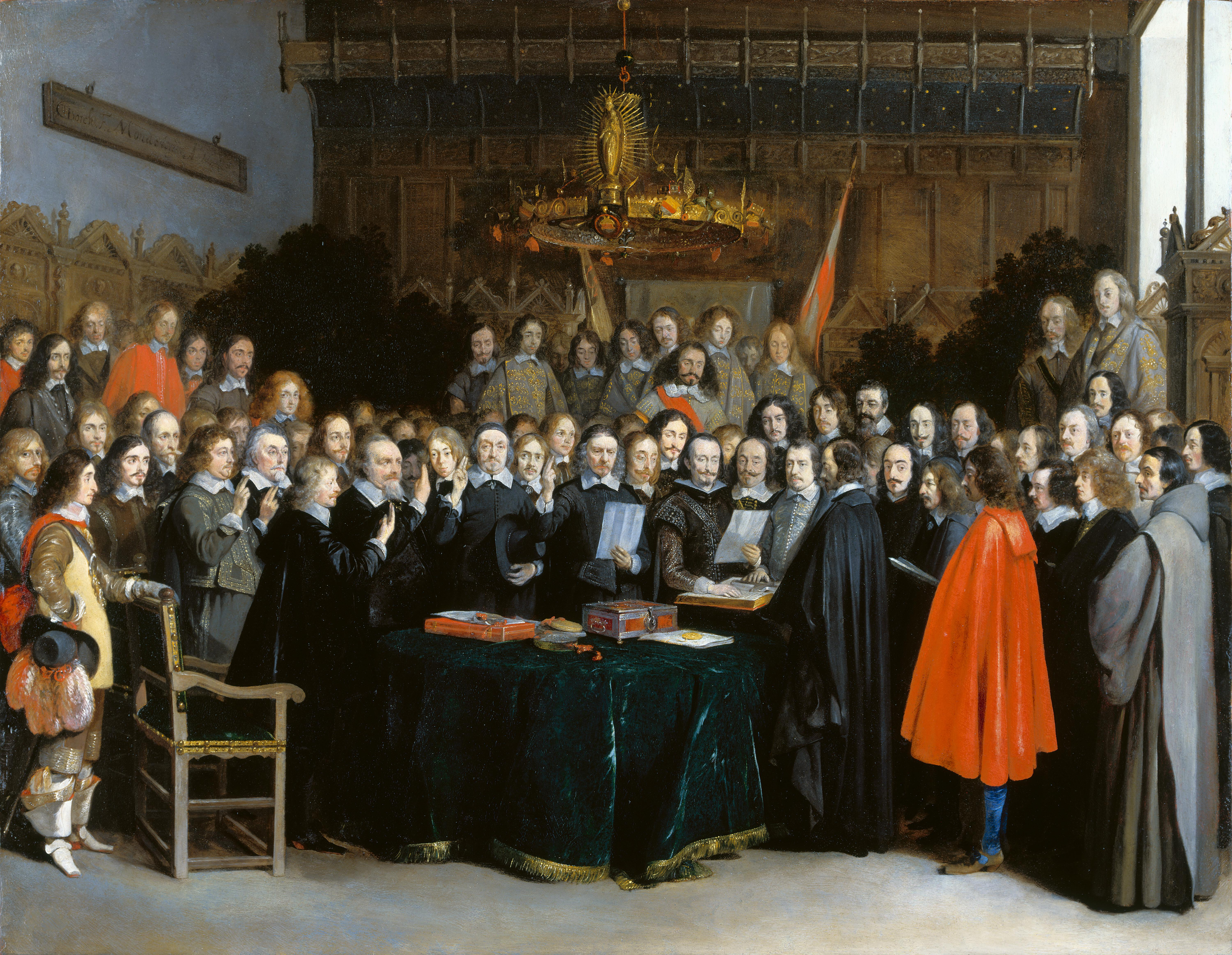
Ratificación del Tratado de Münster. Gerard ter Borch. 1648.

Durante el reinado de Felipe V, en 1705 se divide la Secretaría del Despacho Universal, dando lugar a una Secretaría para asuntos de Guerra y Hacienda y otra «para todo lo demás». Esta última secretaría es considerada por algunos autores como el inicio de lo que hoy conocemos como Ministerio de Asuntos Exteriores (el Estado español en 1951 así lo reconocía en una Orden), si bien la posición más generalizada es que su creación data del 30 de noviembre de 1714, cuando se estructuró el gobierno en cuatro Secretarías de Estado y del Despacho y una Veeduría General:
- La Primera Secretaría de Estado, que asumía los asuntos «de Estado, que incluyen las negociaciones y correspondencias con los otros Soberanos, y con sus Ministros y los de los países extranjeros, que han de correr y tratarse por una sola mano».
- La Secretaría de Estado para «todo lo tocante a lo eclesiástico y de Justicia y jurisdicción de los Consejos y Tribunales».
- La Secretaría de Estado para «los negocios de Guerra».
- La Secretaría de Estado para «los de las Indias y los pertenecientes a la Marina».
- Los asuntos de Hacienda recaían en Jean Orry, a cargo de la Veeduría General. Si bien por su especialidad no se establecía una secretaría propia, de facto lo era, pues como reza el Real Decreto, participaba, asesoraba y respondía ante el Consejo de Gabinete (una especie de consejo de ministros donde se reunían los secretarios de Estado y del Despacho).[15]

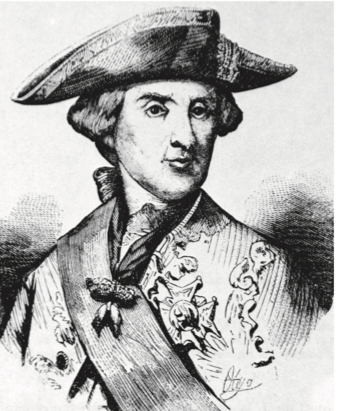
Retrato de José de Grimaldo, primer secretario del Despacho de Estado entre 1714 y 1724.

Tras la creación de la Secretaría de Estado y del Despacho de Estado, que le fue confiada a José de Grimaldo, anterior secretario del Despacho de Guerra y Hacienda, esta asumió gran parte de las competencias que tenía el Consejo de Estado en política exterior, quedando este Consejo como un órgano de asesoramiento y debate, pues las competencias sobre nombramientos y gestión económica de la diplomacia así como la correspondencia entre cancillerías quedó bajo responsabilidad del secretario.
En 1717, un nuevo real decreto estableció que el Despacho de Estado se encargaba de «toda la correspondencia de las Cortes extranjeras, y nominación de Ministros [embajadores] para ellas; tratados con las demás Coronas o Príncipes; representaciones, quejas y pretensiones de los que no son mis súbditos, u de los Ministros de Príncipes extranjeros en materias pertenecientes a Estado o Regalías; decretos para gastos que se hayan de hacer por razón de Estado o paga de Ministros que residen de mi orden fuera de mis Reinos; y la formación de sus despachos, títulos, cédulas ó patentes: por esta misma razón deberán correr por esta vía mis resoluciones de todas las consultas que en cualquiera de estas materias se me hicieren, tanto por Tribunales de oficio, como por otras Juntas ó Ministros particulares de mi orden, y la expedición de mis decretos que yo mandare expedir en los negocios de esta naturaleza». En esta época y hasta finales de 1719, la Secretaría tuvo limitada su capacidad decisoria por la presencia en la Corte del religioso parmesano Giulio Alberoni, quien tuvo gran influencia sobre el rey, llegando a opacar al propio Grimaldo y al resto de ministros, pues él era quien tomaba las decisiones.
Aunque sin una fecha clara —ya que existían archivos con anterioridad—, se suele considerar 1738 el año de creación del Archivo General del Ministerio, siendo nombrado Juan Cascos Villademoros archivero de la Secretaría del Despacho de Estado el 6 de octubre de 1738. Villademoros llevaba ya unos años trabajando en la administración de los fondos archivísticos de la Secretaría.

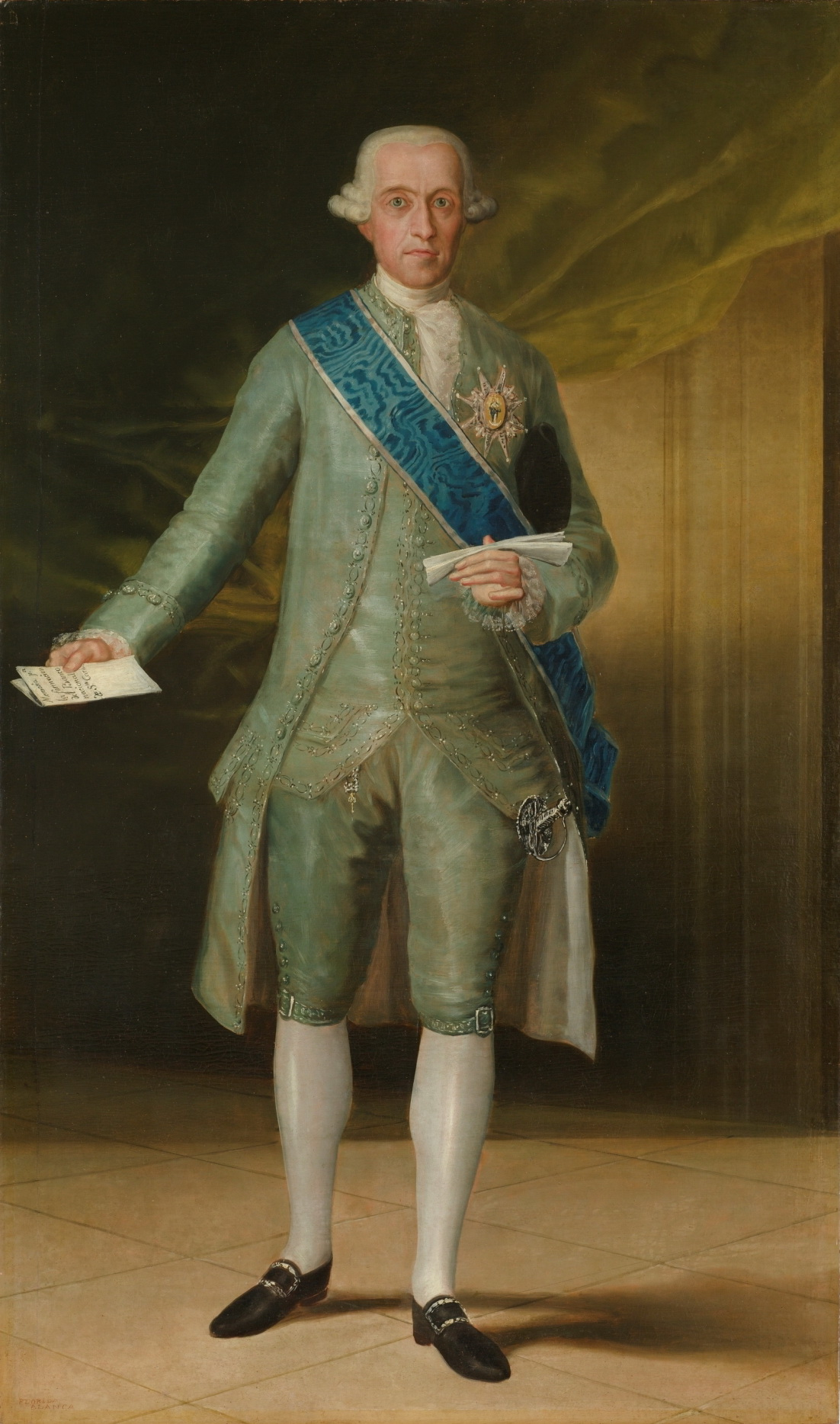
Floridablanca pintado por Goya (Museo del Prado).

Tras los cambios en el archivo ministerial, hasta el año 1754 no hubo nueva normativa que regulase cambios en la Secretaría, si bien esto no significó que no aumentaran sus competencias. Así, además de lo relativo a relaciones exteriores, embajadas y nombramientos diplomáticos, los reglamentos internos recogían siempre negociados sobre «lo indiferente de dentro de España» y, por la influencia que tuvieron algunos secretarios de este periodo como el marqués de Grimaldo o el duque de Grimaldi, este departamento asumió competencias relacionadas con la familia real, sus bienes, secretaría personal, correspondencia y actos jurídicos —actuando en numerosas ocasiones como notario mayor del reino, o como ministros de jornada en sus retiros—, así como la Superintendencia General de Correos y Postas, fundación de Reales Academias, lo relativo a la Orden del Toisón de Oro, la gestión de la Real Acequia del Jarama, y la tramitación de la concesión de títulos nobiliarios y grandezas de España, entre otros. Tal fue el aumento de los negocios de esta Secretaría del Despacho que, reinando Fernando VI, en 1754 fue necesario aprobar un real decreto que recopilara y sistematizara sus competencias.
En años posteriores este organismo evolucionó de forma similar, pues sus nuevos titulares, especialmente el conde de Floridablanca y el príncipe de la Paz, continuaron la tendencia de acaparar gran parte del poder político, opacando a sus pares. Así, aumentaron sus competencias sobre la gestión económica y gubernativa de los Reales Sitios, la gestión de gran parte de las competencias de la Secretaría de Indias que se suprimió en 1790, Superintendencia General de Pósitos, caminos vecinales, Agencia General de Preces a Roma, policía de Madrid, beneficencia, hospicios, imprenta, prensa, escuelas, órdenes de Carlos III y de María Luisa, archivos nacionales, sanidad e industria, entre otras muchas.
Todo lo anterior hay que entenderlo sin contar aquellos asuntos en los que el secretario de Estado participaba directamente como favorito del rey, sin tener competencia para ello, sobre todo a raíz de la constitución de la Junta Suprema de Estado en 1787 que, actuando de forma similar a un Consejo de Ministros, asumió el peso de las decisiones políticas. Con la caída del conde de Floridablanca en 1792 y la llegada al poder de conde de Aranda, este influyó en el rey Carlos IV para suprimir esta junta y volver al sistema anterior con el Consejo de Estado como órgano central de la administración, aunque esto no redujo la dependencia que tenían las Secretarías del Despacho de la Primera Secretaría de Estado.

### SigloXIX
En 1812 las Cortes de Cádiz aprobaron la primera constitución española, que recogía hasta siete Secretarías del Despacho, siendo la primera la de Estado que, con la creación de una Secretaría de Gobernación del Reino, se centró propiamente en las relaciones internacionales, perdiendo el grueso de las responsabilidades sobre gobierno interior que tuvo en los reinados de los primeros Borbones.
Tras las guerras napoleónicas, las relaciones internacionales cambiaron, y lo mismo ocurrió en España. Durante toda la primera mitad del siglo, se utilizó indistintamente las denominaciones de Primera Secretaría de Estado, Secretaría de Estado y del Despacho de Estado y Ministerio de Estado, siendo esta última denominación la que se acabaría imponiendo. Con este cambio, España se homologaba a sus pares europeos, y con la aprobación del Estatuto Real de 1834, el ministro de Estado dejaba de actuar como un primer ministro al concebirse constitucionalmente la figura del presidente del Consejo de Ministros, aunque en los años siguientes fue habitual que el titular de la presidencia asumiera también la cartera de Estado.
El 16 de junio de 1834 se creó la Subsecretaría del Ministerio y se autorizó a los titulares de los departamentos a desarrollar las estructuras ministeriales. Un año después, en agosto de 1835, el presidente del Consejo de Ministros y ministro de Estado, José María Queipo de Llano, VII conde de Toreno, estructuró el departamento en cuatro secciones: dos de Política (responsables de la correspondencia diplomática y política con las embajadas y otras representaciones extranjeras y la de los agentes diplomáticos y cónsules de la Corona en el exterior), una de Comercio y Consulados (responsable de la correspondencia diplomática y política de los agentes diplomáticos y cónsules de la Corona en el exterior sobre asuntos de ciencias, artes, industria, comercio y navegación; tratados de comercio, y reclamaciones y notas relativas a asuntos mercantiles. Asimismo, de forma aparentemente temporal, se le asignó la responsabilidad de las negociaciones políticas que pudieran entablarse con los nuevos Estados de América) y otra de Contabilidad y Negocios interiores (responsable de los asuntos económico-presupuestarios; recursos humanos y materiales; de lo relativo a Personas Reales, Estamentos, Grandeza y nobleza; Consejos de Gobierno, Real y de Estado; introductor de embajadores, cruces y honores; de la policía, pasaportes, licencias y legalizaciones; de los correos de gabinete, del registro de la secretaría; y en definitiva, todos aquellos asuntos que no tuvieran cabida en las otras secciones).

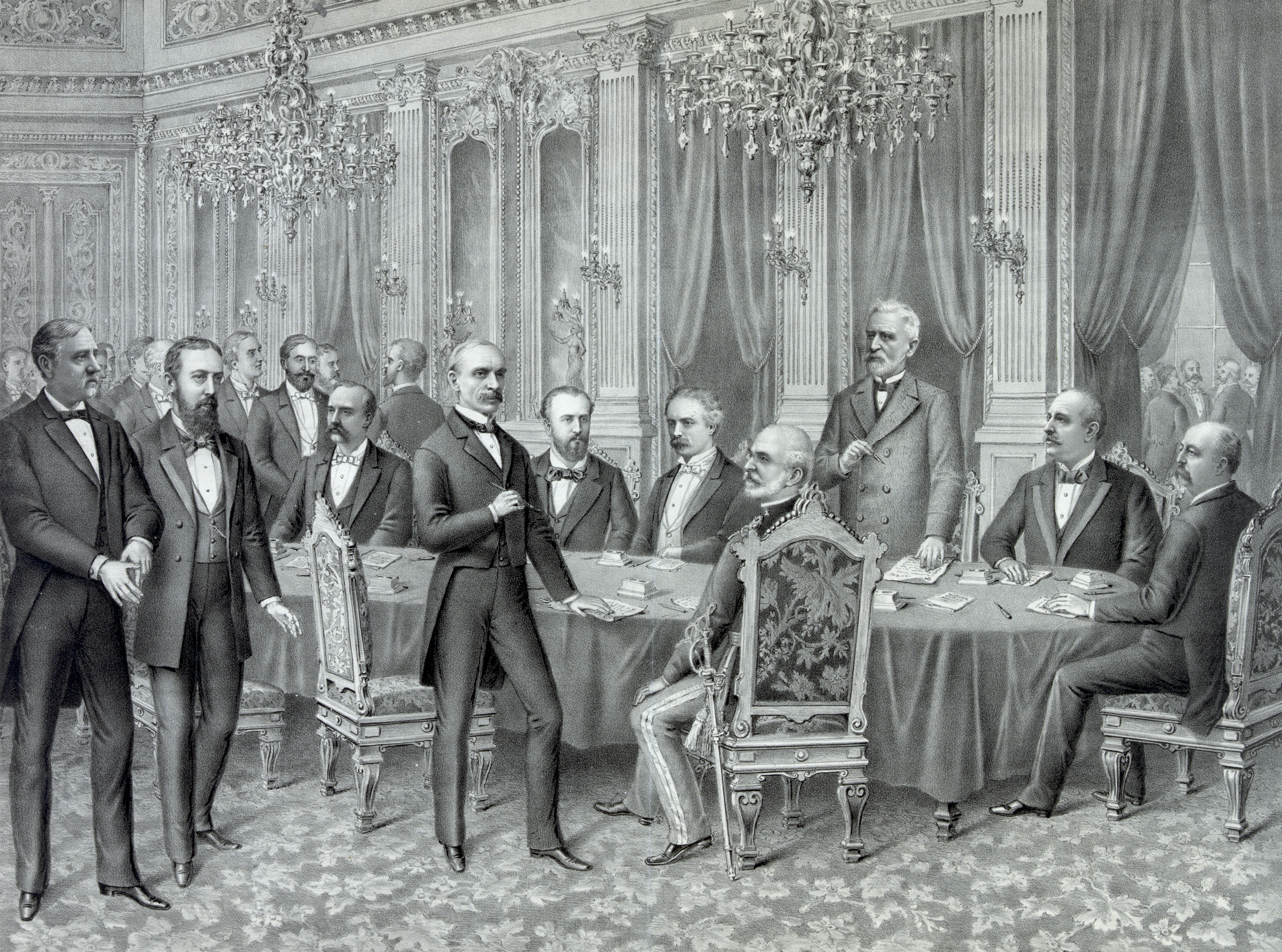
Dibujo sobre la firma del Tratado de París. La delegación española estuvo encabezada por Eugenio Montero Ríos.

Entre 1854 y 1858, el Departamento gestionó los asuntos de Ultramar, bien a través de la Dirección General de Ultramar o bien el ministro directamente en algún periodo. Igualmente, por esa época se suprimió brevemente la Subsecretaría, situación que se repetiría en este mismo siglo en la Primera República, siendo reemplazada por una Secretaría General. Asimismo, durante esta República se suprimió también la figura del introductor de embajadores, definida entonces como una «rueda inútil» de la administración, «de puro aparato y de ninguna utilidad», y las principales órdenes del Estado —Carlos III, Isabel la Católica y Damas Nobles de María Luisa—.
Restablecida la Monarquía en la persona de Alfonso XII, se revirtieron las medidas aprobadas durante la joven república y el departamento pasó a organizarse mediante una Subsecretaría y las secciones (también llamadas direcciones) de Asuntos Políticos, de Administración y Contabilidad, y de Comercio y Consulados, así como dependencias menores de Archivo y Biblioteca y la Secretaría de Interpretación de Lenguas.
El segundo mandato del marqués de Vega de Armijo al frente del Departamento de Estado fue una revolución. En septiembre de 1888, el marqués reorganizó el Ministerio, pasando de cuatro a once secciones, a saber: Cancillería; Órdenes; Política de Europa; Política de América; Política de Asia, África y Oceanía; Asuntos contenciosos; Comercio; Consulados; Contabilidad; Obra Pía; y Archivo, Biblioteca e Interpretación de Lenguas.
La década de 1890, sobre todo el final de ésta, no fue una buena época para España, hechos que quedaron plasmados en el Ministerio. Las reducciones presupuestarias de 1893-94 y el desastre de 1898 conllevó la supresión de muchos de los órganos y cargos creados por el marqués, pasando —sin contar la Subsecretaría— de once secciones en 1893 a cuatro tras la reforma de mediados de 1899. Esta última reforma estructuró el Departamento mediante la Subsecretaría —que aglutinaba las secciones de asuntos generales y de personal, registro, política, y asuntos jurídicos—y cuatro secciones: de Política; de Contabilidad y Obra Pía; de Comercio; y de Protocolo (o Cancillería). Asimismo, mantenía de forma independiente unidades dedicadas a la interpretación de lenguas; archivo y biblioteca; portería y cuerpo auxiliar. Esta estructura se mantendría casi intacta hasta la Segunda República.

### SigloXX
El nuevo siglo comenzó con el traslado de la sede ministerial en 1901 al Palacio de Santa Cruz. Asimismo, se creó una Sección Colonial que asumió parte de las competencias del extinto Ministerio de Ultramar y, años después, en 1912, se creó una Sección específica para el protectorado español de Marruecos, que desapareció en 1924 al crearse la Oficina de Marruecos en la Presidencia del Consejo de Ministros.

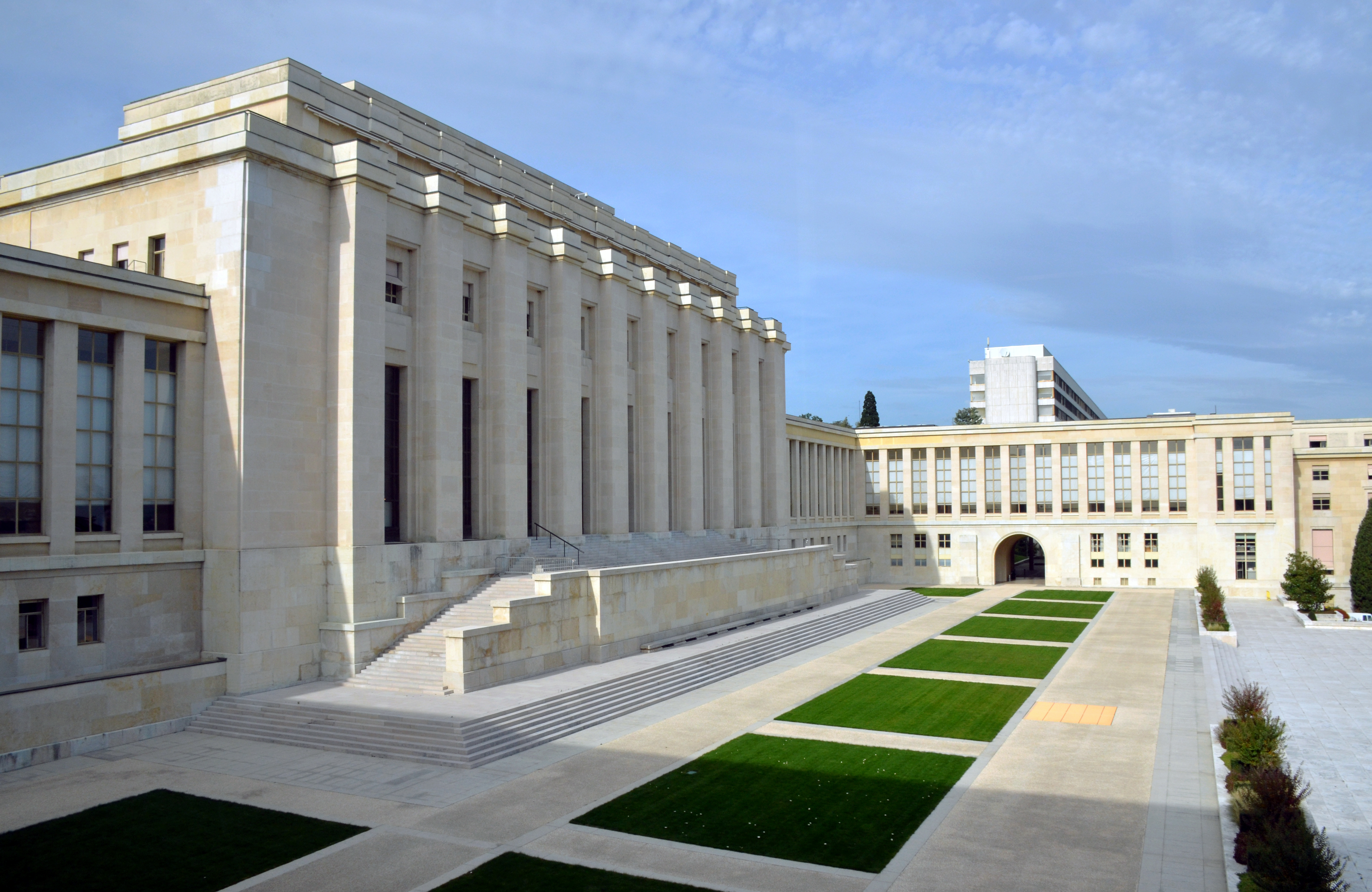
Palacio de las Naciones en Ginebra (Suiza), sede de la entonces Sociedad de las Naciones, hoy sede de la ONU.

Hacia 1926, durante la dictadura de Miguel Primo de Rivera, y tras suprimir las subsecretarías unos meses antes, los servicios comunes (personal; registro general y cifra; interpretación de lenguas; archivo y biblioteca; biblioteca de legislación extranjera; gabinete diplomático), la Oficina Española de la Sociedad de las Naciones, así como una Secretaría Auxiliar, pasaron a depender directamente del ministro, aunque desde 1928 sus funciones las asumió una Secretaría General de Asuntos Exteriores, como ya ocurrió en el pasado. El resto de la estructura la completaban seis secciones: Política General; América y Relaciones Culturales; Contabilidad; Cancillería; Comercio; y Asuntos Contenciosos.
En 1928 el Ministerio de Estado se fusionó con la Presidencia del Consejo de Ministros, volviendo a los tiempos en los que el Primer Secretario de Estado era una especie de primer ministro responsable de las relaciones exteriores. Esta fusión apenas duró dos años pues, tras la caída de Primo de Rivera, Dámaso Berenguer volvió a separar los cargos.
Con la llegada de la Segunda República volvieron las direcciones, habiendo cinco: Protocolo y Secretaría diplomática; Asuntos generales; Asuntos políticos; Asuntos comerciales; y Asuntos contenciosos. Esta estructura varió numerosas veces entre 1933 y 1935. En mayo de 1937 el Ministerio de Estado asumió los servicios y competencias del Ministerio de Propaganda, que se suprimía, creándose una Subsecretaría de Propaganda que existió hasta el final de la Guerra Civil.
Durante el mencionado conflicto civil, cada bando organizó sus propios servicios de relaciones exteriores. En el caso de la República, tuvo que hacerlo prácticamente desde cero, puesto que, como se afirma en la obra Al servicio de la República: diplomáticos y Guerra Civil, coordinada por el historiador Ángel Viñas Martín, «De los casi 390 diplomáticos de antes del 18 de julio de 1936, sólo 55 permanecieron leales a la legalidad constitucional, sin contar que alguno desertó después del primer año [...]». En el caso del bando sublevado, en enero de 1938 se aprobó una ley que renombró el Departamento como Ministerio de Asuntos Exteriores, y lo volvió a dividir en secciones: Política Exterior, Tratados Internacionales; Relaciones con la Santa Sede; y Protocolo. Un año más tarde, se escogió el Palacio de Viana como residencia oficial del ministro de Asuntos Exteriores y, en 1942, se creó la Escuela Diplomática. En 1949 se creó la Dirección General de Asuntos Consulares.
Precisamente, entre 1942 y 1945 se llevan a cabo una serie de reformas que establecen la Dirección General como órgano base del Ministerio. La última reforma, de 1945, estableció la continuidad de la Subsecretaría, cuatro direcciones generales (Política Exterior; Política Económica; Relaciones Culturales; y Régimen Interior), el Servicio de Protocolo y Órdenes, el Gabinete Diplomático y la Escuela Diplomática. Asimismo, se recogen otros órganos adscritos relevantes como son la Oficina de Información Diplomática (OID) o la Asesoría Jurídica Internacional.
Tras más de veinte años sin mayores cambios, en 1966 sufre una gran reforma. Se crea la Subsecretaría de Política Exterior en sustitución de la Dirección General homónima y se crean nuevas direcciones generales bajo su paraguas: Asuntos de Europa y Santa Sede; Asuntos de Iberoamérica; y Asuntos de África y Mundo Árabe. Asimismo, se adscribe a ésta la Dirección General para Asuntos de Norteamérica, Medio y Extremo Oriente. Por otra parte, la Dirección General de Régimen Interior adquiere su actual denominación, «del Servicio Exterior».
Sin llegar a pasar los dos años, en noviembre de 1967 acaece otra reforma con el objetivo de reducir gasto público. Se suprime la Subsecretaría de Asuntos Exteriores (creándose en su lugar una Secretaría General Permanente), la Inspección de Servicios de los Servicios en el Exterior y la Dirección General de Protocolo, Cancillería y Órdenes; lo mismo ocurre con las direcciones generales de Relaciones Culturales que se fusionan, dando lugar a la Dirección General de Cooperación y Relaciones Económicas Internacionales; y con el cargo de director general de la OID.

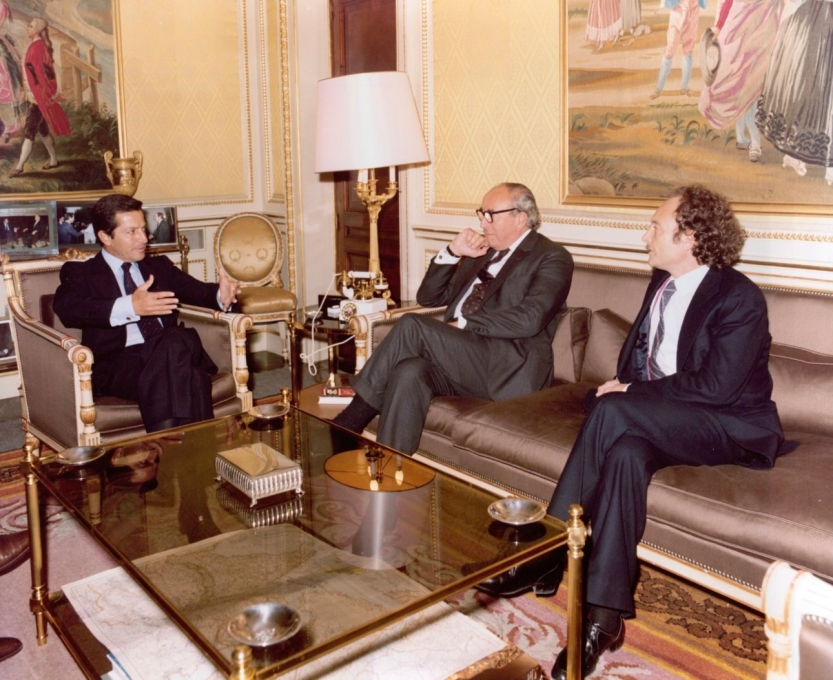
El presidente Adolfo Suárez con el presidente de la Comisión, Roy Jenkins, y el ministro de Relaciones con las Comunidades Europeas, Eduardo Punset.

En 1970 se revierten algunas de las medidas de años anteriores, recuperando la Subsecretaría de Exteriores y suprimiendo la Secretaría General Permanente, suprimiendo la Subsecretaría de Política Exterior y recuperando la Dirección General de Política Exterior (DGPE), e igualmente se recupera la Dirección General de Relaciones Culturales. Asimismo, se crea la Secretaría General Técnica y se suprimen las direcciones generales relativas a áreas geográficas, cuyas competencias asume la DGPE, si bien se recuperan en su mayoría en 1973 y desde entonces no desaparecerán.
Durante la transición democrática, el Ministerio fue una institución fundamental, pues se encargó de trasmitir al mundo el cambio político que la sociedad española estaba llevando a cabo y se centró en promover relaciones diplomáticas con Iberoamérica y otras regiones prioritarias para la política exterior española. De todas ellas, destaca el acercamiento que el Departamento impulsó hacia la Comunidades Europeas. Durante los años 1979 y 1981, las responsabilidades en asuntos exteriores fueron compartidas entre el ministro de Exteriores y el ministro para las Relaciones con las Comunidades Europeas (este último, centrado básicamente en las negociaciones para la adhesión). Tras 1981, ambos cargos se refundieron y se creó en el Ministerio la Secretaría de Estado para las Relaciones con las Comunidades Europeas (desde los años 1990, Secretaría de Estado para la Unión Europea, SEUE).
Precisamente, durante esta época se extendió la figura de la Secretaría de Estado moderna, como una especie de viceministro encargado de un área de gobierno o simplemente como mano derecha del titular de la cartera. En el caso de Exteriores, en 1979 se crea la Secretaría de Estado de Asuntos Exteriores (SEAEX) como un órgano de «competencia general, especialmente dedicado a colaborar con el ministro en el desempeño de sus altas funciones» y, unos años más tarde, se crearía la Secretaría de Estado de Cooperación Internacional y para Iberoamérica (SECIPI). Estas, junto con la SEUE, han sido los tres (o cuatro cuando se han separado cooperación internacional e Iberoamérica) pilares en los que se ha sostenido el ministro para el ejercicio de sus competencias.
En 1988 se crea la Agencia Española de Cooperación Internacional (AECI), heredera del Instituto de Cooperación Iberoamericana y del Instituto Hispano-Árabe de Cultura. Su sede se estableció en el antiguo palacio que albergó al Instituto de Cultura Hispánica primero y al Instituto de Cooperación Iberoamericana después.

### Actualidad
En tiempos más recientes, en el año 2000 el Ministerio trasladó su sede al palacio situado en la Plaza del Marqués de Salamanca, un complejo de 50.455 metros cuadrados que se tuvo que abandonar en el año 2004 al detectarse problemas ambientales que hacían imposible su ocupación. El despacho del ministro así como otros servicios centrales regresaron al Palacio de Santa Cruz, pero ante la imposibilidad de alojar todos los servicios, estos se distribuyeron en diferentes sedes, algunas de ellas alquiladas, como las Torres Ágora de Madrid. En 2016 el gobierno aprobó la reforma de la antigua sede ministerial, planeando volver a esta en 2020. Finalmente, la mudanza se realizó a finales de 2021, siendo inaugurada por el rey Felipe VI en enero de 2022.
En el año 2004, el Ministerio fue renombrado como Ministerio de Asuntos Exteriores y de Cooperación, con el ánimo de reforzar el papel de España como país comprometido con el apoyo a la comunidad internacional a través de la cooperación para el desarrollo. El cambio no fue únicamente nominal, pues el Departamento pasó de tener un presupuesto de unos 1.400 millones en 2004 a más de 3.500 millones en 2010, gracias al aumento en la partida destinada a cooperación. Desde 2010, y mientras duró la crisis económica española de 2008-2014, la tendencia fue descendente. Una vez mejorada la situación económica, estas partidas empezaron a recuperarse.
En 2006 la SECIPI se desdobla en dos, creándose una Secretaría de Estado para Iberoamérica. Existió hasta 2010 y, de nuevo, desde 2021.
En 2007 se llevó a cabo una reestructuración de la AECI, que pasó a llamarse Agencia Española de Cooperación Internacional para el Desarrollo (AECID) y asumió gran parte de las competencias en cooperación de los órganos del Ministerio, destacando las de la histórica Dirección General de Relaciones Culturales (desde 1989 Dirección General de Relaciones Culturales y Científicas), que se suprimía.
En 2018, con un objetivo similar a la anterior ocasión, el departamento se renombró como Ministerio de Asuntos Exteriores, Unión Europea y Cooperación, para enfatizar la vocación europeísta de España. Al mismo tiempo, se creó la Secretaría de Estado de la España Global (SEEG); en principio, únicamente tenía competencias relativas a la mejora y promoción de la imagen de España, pero en 2020 se le ampliaron a otras materias como diplomacia económica, gestión de la comunicación del Departamento y estudios a largo plazo sobre la política exterior. Se suprimió en 2021, asumiendo sus funciones el ministro.

## Estructura
El Departamento de Asuntos Exteriores se estructura en los siguientes órganos superiores y directivos (en negrita los directamente dependientes del ministro):

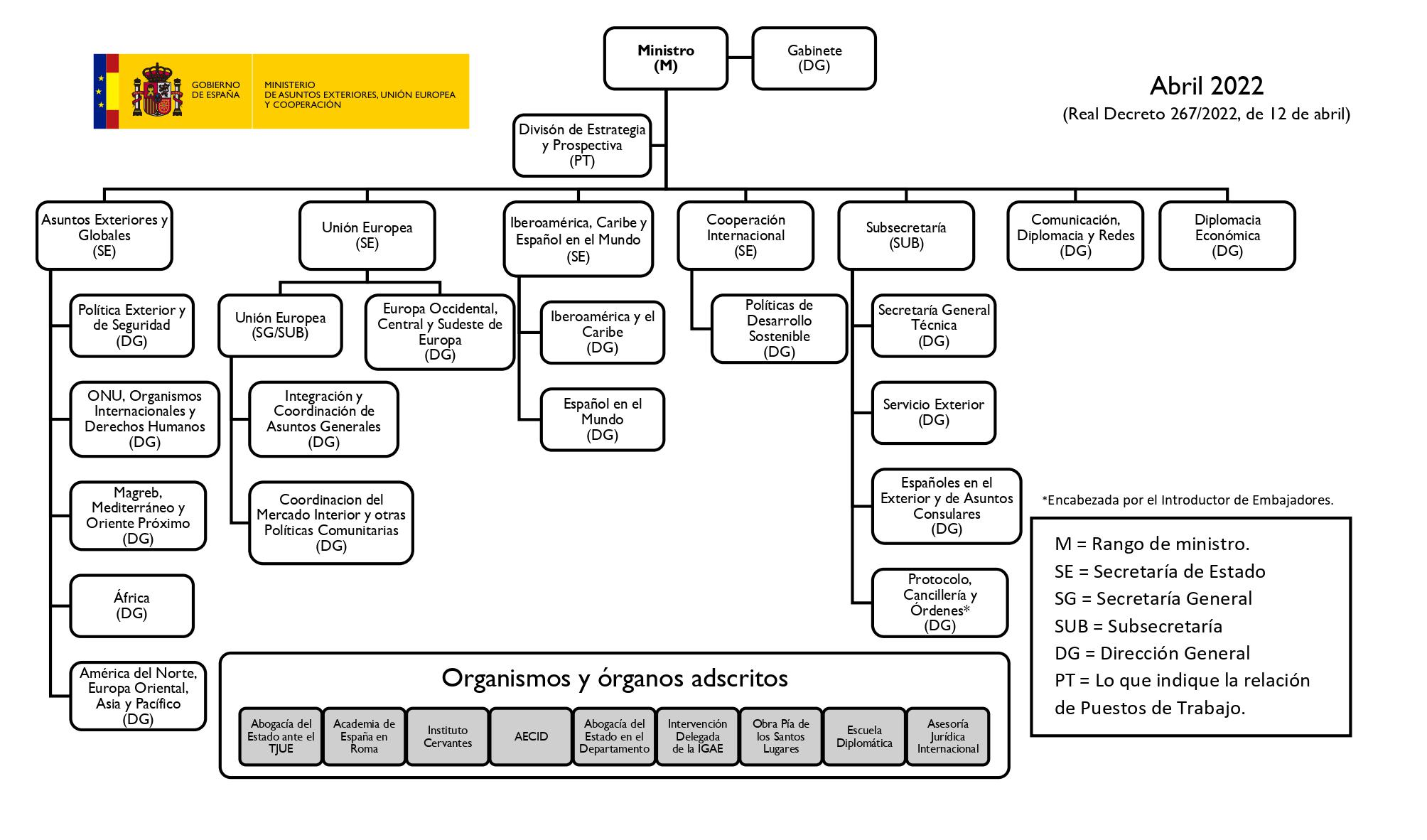
Organigrama del Ministerio (hasta dirección general). Abril de 2022.

- La Secretaría de Estado de Asuntos Exteriores y Globales.
  - La Dirección General de Política Exterior y de Seguridad.
  - La Dirección General de Naciones Unidas, Organismos Internacionales y Derechos Humanos.
  - La Dirección General para el Magreb, Mediterráneo y Oriente Próximo.
  - La Dirección General para África.
  - La Dirección General para América del Norte, Europa Oriental, Asia y Pacífico.
- La Secretaría de Estado para la Unión Europea.
  - La Secretaría General para la Unión Europea.
    - La Dirección General de Integración y Coordinación de Asuntos Generales de la Unión Europea.
    - La Dirección General de Coordinación del Mercado Interior y otras Políticas Comunitarias.

  - La Dirección General de Europa Occidental, Central y Sudeste de Europa.
- La Secretaría de Estado para Iberoamérica y el Caribe y el Español en el Mundo.
  - La Dirección General para Iberoamérica y el Caribe.
  - La Dirección General del Español en el Mundo.
- La Secretaría de Estado de Cooperación Internacional.
  - La Dirección General de Políticas de Desarrollo Sostenible.
- La Subsecretaría de Asuntos Exteriores, Unión Europea y Cooperación.
  - La Secretaría General Técnica.
  - La Dirección General del Servicio Exterior.
  - La Dirección General de Españoles en el Exterior y de Asuntos Consulares.
  - La Dirección General de Protocolo, Cancillería y Órdenes.
  - El Gabinete Técnico.
  - La Inspección General de Servicios.
  - La Oficina Presupuestaria.
  - La Escuela Diplomática.
  - La Asesoría Jurídica Internacional.
- La Dirección General de Comunicación, Diplomacia Pública y Redes.
- La Dirección General de Diplomacia Económica.
- La División de Estrategia y Prospectiva, a la que corresponde dotar al Ministerio de capacidades de reflexión, análisis y prospectiva del escenario internacional, desde una perspectiva independiente y alternativa, con especial énfasis en sus repercusiones para España a corto, medio y largo plazo, ejerciendo para ello la interlocución con todos aquellos actores, organismos e instituciones públicas, privadas y de la sociedad civil en general con competencias en la materia.

Como órgano de apoyo político y técnico al ministro de Asuntos Exteriores existe un Gabinete, compuesto por un director, con rango de director general, y cinco asesores.

## Sede

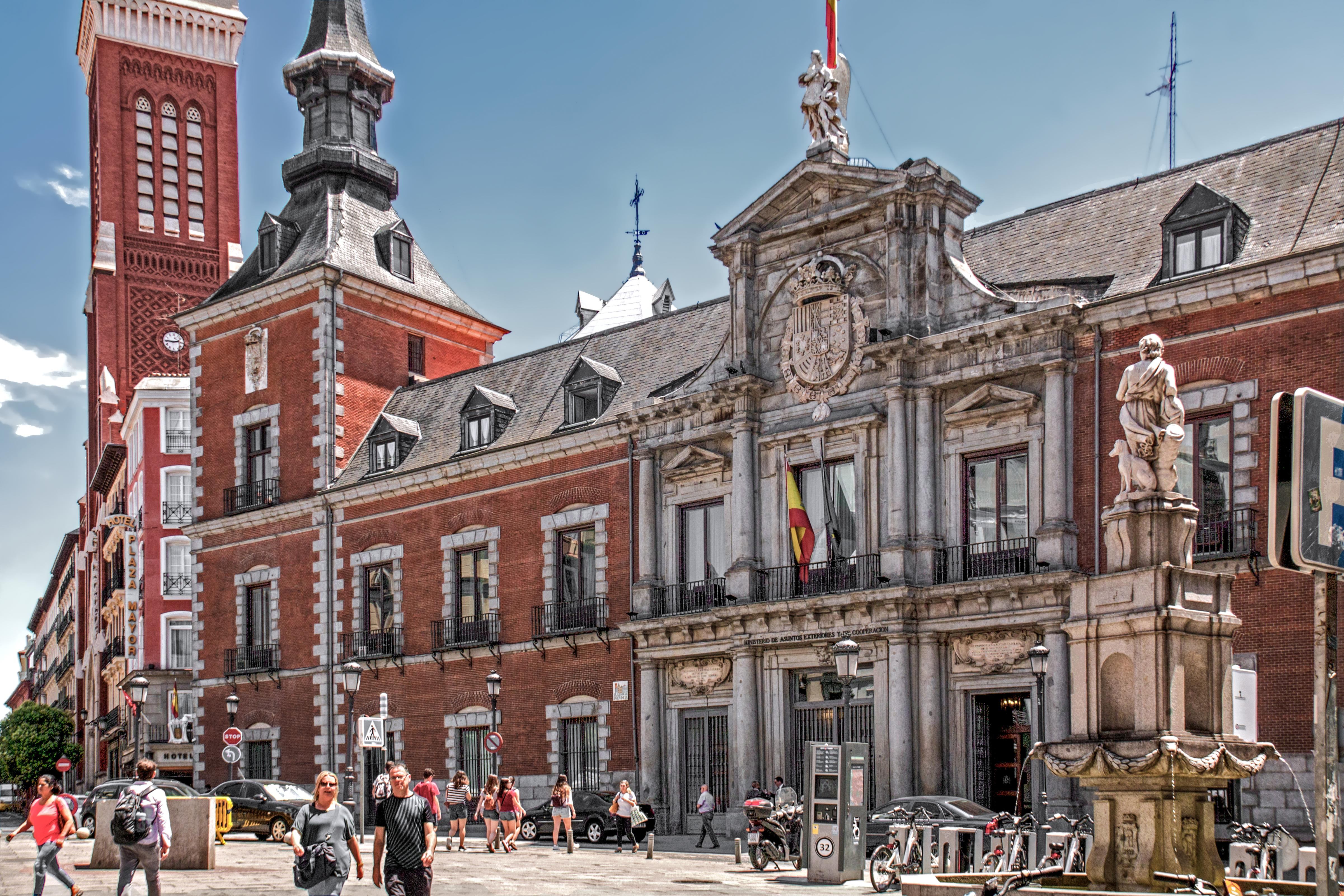
Palacio de Santa Cruz, sede del Ministerio entre 1901 y 2000, y entre 2004 y 2021. Actualmente, aunque no la principal, sigue siendo sede del Departamento.

Entre 1714 y 1901, las primeras oficinas de la Primera Secretaría de Estado, popular y despectivamente llamadas covachuelas, estuvieron ubicadas en los sótanos del Real Alcázar hasta que un incendió lo arrasó. De las oficinas de esta época dejó constancia Louis de Rouvroy, duque de Saint-Simon, que dijo: «desde el patio de palacio se ven algunas puertas al nivel de la calle. Se descienden varios escalones, y se llega a unas estancias espaciosas, bajas, abovedadas, y privadas de ventanas en la mayor parte de los casos. Estos lugares están llenos de mesas grandes y pequeñas, en las que gran número de empleados escriben y trabajan sin decir palabra. Las mesas pequeñas son para los oficiales principales, que trabajan solos cada uno en una».
Tras el incendio de 1734, los servicios de la Secretaría se trasladaron al ya desaparecido Palacio del Buen Retiro y, una vez construido el Palacio Real, en el reinado de Carlos III, se instalaron en este edificio.
En 1901, a propuesta del ministro Ventura García-Sancho Ibarrondo, el Consejo de Ministros trasladó la sede del Ministerio de Estado al Palacio de Santa Cruz, manteniéndose allí hasta el año 2000. Este palacio había hospedado previamente otras dependencias gubernamentales, entre ellas una cárcel y el Ministerio de Ultramar.
En 2000, se aprueba el traslado al palacete situado en la Plaza del Marqués de Salamanca, edificio que anteriormente había albergado al Instituto Nacional de Industria (INI) y a la Sociedad Estatal de Participaciones Industriales (SEPI). Cuatro años después, se ordena abandonarlo tras no ser habitable, volviendo a Santa Cruz, aunque debido al tamaño de los servicios del Departamento la gran mayoría tuvieron que reubicarse temporalmente en las Torres Ágora.
En noviembre de 2021 se concluyó la mudanza de nuevo al palacete de Marqués de Salamanca tras su total rehabilitación.

### Otras
Además de la sede principal, el Departamento de Exteriores posee cuatro sedes más:
- Palacio de Santa Cruz. Antigua sede principal.
- Palacio de Viana. Residencia oficial del ministro.
- Sede de la AECID. La AECID posee su propia sede, un edificio que anteriormente acogió al Instituto de Cultura Hispánica y del Instituto de Cooperación Iberoamericana. Asimismo, desde principios de los años 2020 también acoge los servicios de la Secretaría de Estado de Cooperación Internacional.
- Sede de la Escuela Diplomática.

## Servicio Exterior del Estado
Actualmente regulado en la Ley 2/2014, de 25 de marzo, de la Acción y del Servicio Exterior del Estado, el Servicio Exterior del Estado (SEE), también llamado Administración General del Estado en el exterior, es el conjunto de órganos, unidades administrativas y medios humanos y materiales que, bajo la dirección y la coordinación del Gobierno, ejecutan y desarrollan la Política Exterior y la Acción Exterior de este. El ministro de Asuntos Exteriores es el máximo responsable de la política exterior, y por ello la planifica y ejecuta, así como coordina la acción exterior del resto de administraciones. En España, los otros ministros también poseen competencias en política exterior dentro del marco de sus competencias, siempre bajo las directrices del Gobierno y en el marco coordinador del Ministerio de Asuntos Exteriores. Lo mismo ocurre, de forma más limitada, con las comunidades autónomas y entidades locales, que pueden participar, con autorización y supervisión del Gobierno de España, en foros internacionales dentro de su ámbito de competencias así como abrir oficinas para su promoción exterior.

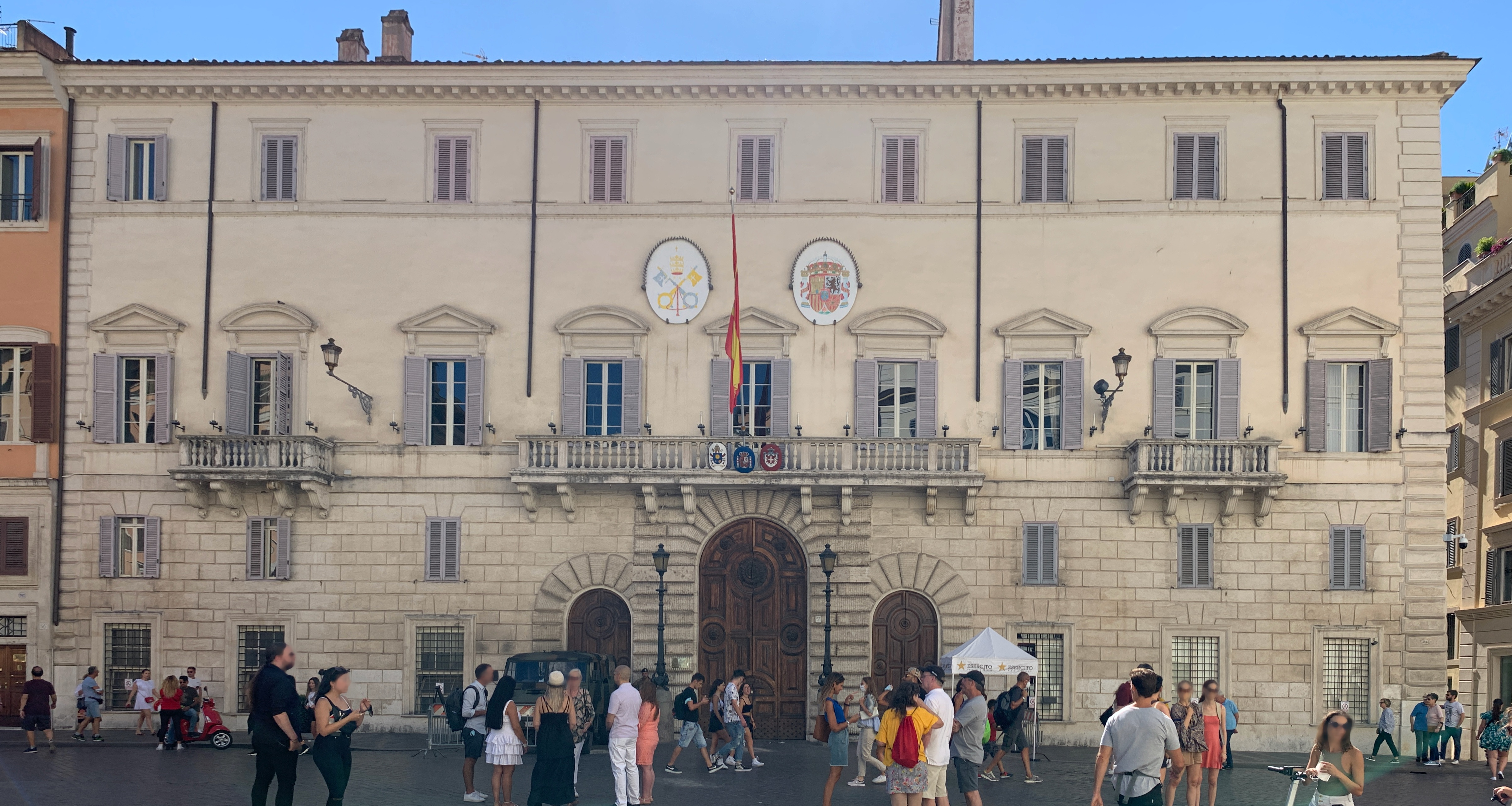
Palacio de España o Palacio Monaldeschi, sede de la Embajada de España ante la Santa Sede, considerada la misión diplomática más antigua del mundo al estar en activo desde 1480.

El SEE tiene como objetivo aportar elementos de análisis y valoración necesarios para que el Gobierno de la Nación formule y ejecute su política exterior, desarrolle su acción exterior, y coordine la de todos los sujetos de la Acción exterior del Estado; así como promover y defender los intereses de España en el exterior. Asimismo, le corresponde prestar asistencia y protección y facilitar el ejercicio de sus derechos a los españoles en el exterior, prestar asistencia a las empresas españolas en el exterior, así como ejercer todas aquellas competencias que le atribuya la mencionada ley y la normativa vigente. Colabora y se coordina con el Servicio Europeo de Acción Exterior (SEAE) de la Comisión Europea en el marco de la ejecución de la Política Exterior y de Seguridad Común y la compartición de personal en comisión de servicio en el SEAE.

### Organización
El Servicio Exterior se constituye principalmente por tres tipos de organismos:
1. Misiones diplomáticas permanentes. Comúnmente conocidas como Embajadas, las misiones diplomáticas permanentes representan a España ante uno o varios Estados con los que tiene establecidas relaciones diplomáticas.
2. Representaciones permanentes. Las representaciones permanentes, al igual que las misiones diplomáticas, representan a España de forma permanente pero no ante un Estado, sino ante la Unión Europea o una Organización Internacional.
3. Oficinas consulares. Son órganos de la Administración General del Estado encargados del ejercicio de las funciones consulares y especialmente de prestar asistencia y protección a los españoles en el exterior. Existen dos tipos: oficinas consulares de carrera (consulados generales o consulados dirigidos por funcionarios de la Carrera Diplomática) y honorarias (consulados o viceconsulados honorarios encabezados por ciudadanos distinguidos que realizan tareas consulares secundarias).

### Personal

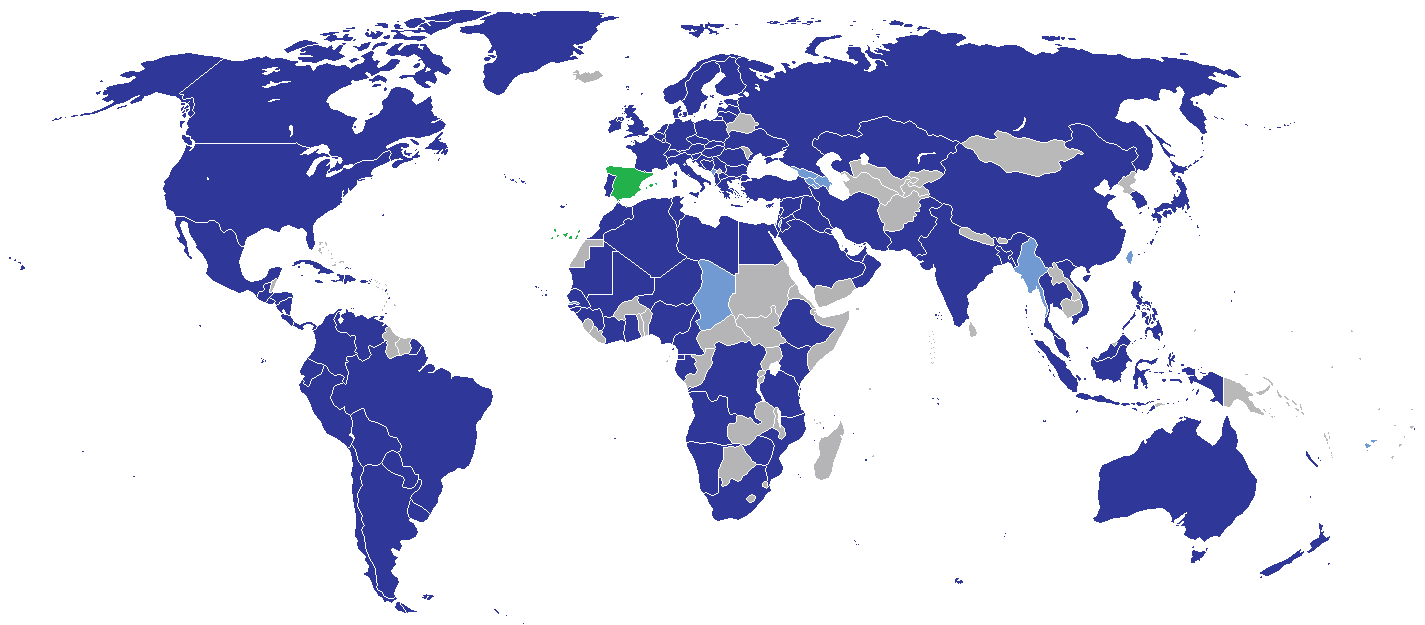
Misiones diplomáticas de España.

El personal al servicio de la Administración General del Estado en el exterior se integra por funcionarios públicos y personal laboral. El personal del Servicio Exterior recibe formación continuada en la Escuela Diplomática.
Con fecha de enero de 2025, el Servicio Exterior del Estado se componía de más 7600 personas. De estas, el grueso del personal estaba asignado al Ministerio de Asuntos Exteriores, Unión Europea y Cooperación (aproximadamente 5000 entre Ministerio y AECID), mientras que el Ministerio de Educación, Formación Profesional y Deportes (1297) y el Ministerio de Economía, Comercio y Empresa (630), también tienen una importante participación exterior.

## Consejo de Política Exterior
El Consejo de Política Exterior es el principal órgano colegiado de apoyo al presidente del Gobierno en sus funciones de dirección y de coordinación de la acción del Gobierno en materia de política exterior.
El Consejo se encarga de analizar aquellas materias relativas al ámbito de la política exterior que el presidente del Gobierno someta a su consideración; coadyuvar en el establecimiento y la elaboración de directrices y estrategias que permitan alcanzar los objetivos y satisfacer los intereses de España en los diferentes ámbitos de la acción exterior; contribuir a la coordinación de la acción exterior de los diferentes Departamentos ministeriales y organismos públicos y asistir al presidente del Gobierno en su función de velar por el cumplimiento de las directrices de política exterior.

## Red de Casas
Con el objetivo de potenciar la cooperación entre España y las diferentes sociedades y culturas del globo, la Administración General del Estado posee un conjunto de consorcios públicos, llamados Casas, que canalizan este objetivo. Desde 2015, estos consorcios se coordinan y colaboran a través de la Red de Casas. En la actualidad, existen seis casas:
- Casa América. Creada en 1992, es la más antigua de todas y tiene como objetivo estrechar los lazos entre España y el continente americano, especialmente con Latinoamérica. Está ubicada en la ciudad de Madrid.
- Casa Asia. Con sede en Barcelona y fundada en 2001, se centra en las sociedades de Asia y Pacífico.
- Casa África. Creada en 2006, tiene su sede en Las Palmas de Gran Canaria y trata de fortalecer las relaciones hispano-africanas.
- Casa Árabe. Activa desde 2006, tiene como misión la mejora del entendimiento con el mundo árabe y musulmán. Tiene sedes en Madrid y Córdoba.
- Centro Sefarad-Israel. Es la única que no se denomina Casa, si bien forma parte de la Red. Se estableció como las dos anteriores en 2006 con el objetivo de centrarse en las relaciones con la comunidad judía e Israel. Su sede está en Madrid.
- Casa Mediterráneo. Situada en Alicante y fundada en 2009, su objeto son las relaciones con los países de la Cuenca del Mediterráneo.

## Titulares

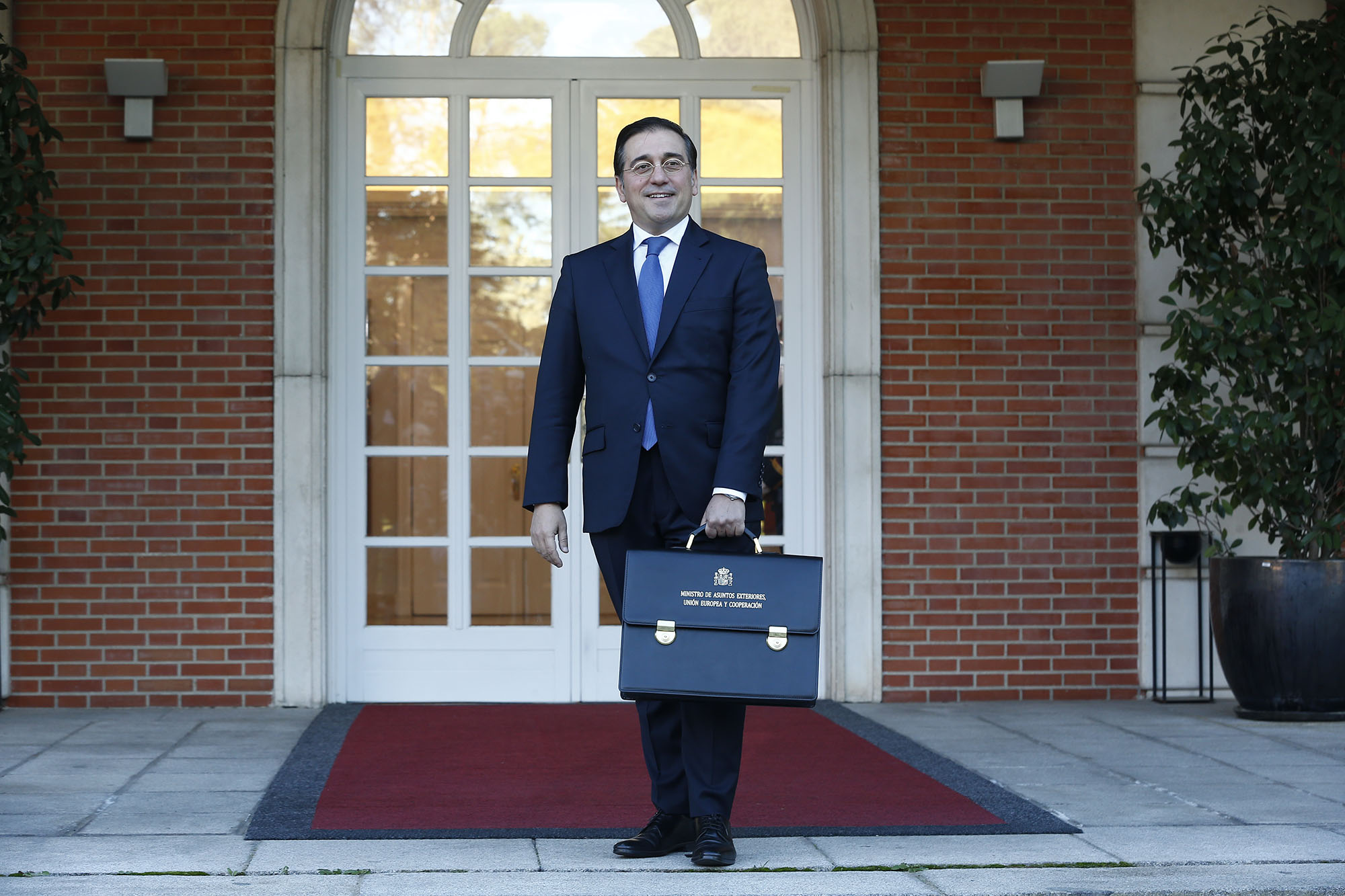
José Manuel Albares, actual titular del Ministerio.

Los titulares del Ministerio de Exteriores se remontan a principios del siglo XVIII. Para verlos en detalle, acuda al siguiente anexo:
Desde el 12 de julio de 2021, el actual titular del Ministerio es el diplomático y jurista José Manuel Albares.

### Altos cargos
Además de los artículos y anexos arriba mencionados para el ministro actual y sus predecesores, este artículo posee anexos que detallan los subsecretarios del Departamento desde el establecimiento de esta figura en 1834, así como otro para los altos cargos que ha tenido el Ministerio desde las elecciones generales de 1977, y son:
- Anexo:Subsecretarios de Asuntos Exteriores de España
- Anexo:Altos cargos del Ministerio de Asuntos Exteriores de España

## Presupuesto
Para el ejercicio 2023, el Ministerio de Asuntos Exteriores, Unión Europea y Cooperación tiene un presupuesto consolidado de 2 192,9 millones de euros. De estos, 1 318,2 millones son ejecutados por los servicios centrales mientras que 874,7 millones son administrados por sus organismos adscritos.
De las partidas más importantes, destacan los programas 144A «Cooperación para el desarrollo» con 999,4 millones de euros y 142A «Acción del Estado en el exterior» con 868,3 millones.

### Evolución
| Gasto consolidado del Ministerio de Asuntos Exteriores desde el año 2000 Datos cada dos años, salvo el más reciente (en millones de euros) |
| |
| Fuente: Presupuestos Generales del Estado. Ministerio de Hacienda.                                                                         |

### Auditoría
Las cuentas del Ministerio, así como de sus organismos adscritos, son auditadas de forma interna por la Intervención General de la Administración del Estado (IGAE), a través de una Intervención Delegada en el propio Departamento. De forma externa, es el Tribunal de Cuentas el responsable de auditar el gasto.